# 勝手に侵略者
「勝手に侵略者」（かってにしんりゃくしゃ）は、小川直也☆岩佐真悠子のシングル。2005年6月1日にGT musicから発売された。

## 概要
- プロレスラーの小川直也とグラビアアイドルの岩佐真悠子によるデュエット曲である[3]。テレビアニメ『ケロロ軍曹』のエンディングテーマとして使用された[4]。
- CBCテレビで放送されていた『イエヤス』、『ヒデヨシ』、『ノブナガ』の3番組で2005年6月期のエンディングテーマとして使用された[5]。
- 初回限定盤（MHCL-543〜544）と通常盤（MHCL-545）の2種類が発売され[6][7]、初回限定盤には特典として携帯クリーナーとステッカーが付属された[8]。
- 2005年6月3日に放送された『ミュージックステーション』に小川と岩佐が出演し本楽曲を歌った[9]。

## 収録曲
（全作詞・作曲：磯崎健史）
1. 勝手に侵略者 [3:27]
編曲：磯崎健史
2. 勝手に侵略者 -踊る大作戦 trance mix- [4:09]
編曲：hide2 for NORISHIRO©KS
3. 勝手に侵略者 オリジナル・カラオケ [3:25]

## 収録アルバム
| 曲名         | 収録アルバム                           | 発売日        | 規格品番  |
| ------------ | -------------------------------------- | ------------- | --------- |
| 勝手に侵略者 | 『KODOMODE 〜Kids Songs Collection〜』 | 2009年2月11日 | MHCL-1470 |